# ويلي ستيفنسون
ويلي ستيفنسون (بالإنجليزية: Willie Stevenson) (26 أكتوبر 1939 في المملكة المتحدة - مايو 2025) هو مدرب كرة قدم ولاعب كرة قدم بريطاني في مركز نصف الجناح. لعب مع ستوك سيتي وماكليسفيلد تاون ونادي ترانمير روفرز لكرة القدم ونادي رينجرز ونادي ليفربول ونادي يميريك وفانكوفر وايتكابس ونادي هيلانك ورابطة كرة القدم الاسكتلندية الحادية عشر ‏.

## وصلات خارجية
- ويلي ستيفنسون على موقع الاتحاد الأوربي (الإنجليزية)
- ويلي ستيفنسون على موقع قاعدة بيانات كرة القدم.إي يو (الإنجليزية)
- ويلي ستيفنسون على موقع Soccerbase.com (لاعب) (الإنجليزية)
- ويلي ستيفنسون على موقع عالم كرة القدم.نت (الإنجليزية)